# Evelyne Hall
Evelyne Hall (Estados Unidos, 10 de septiembre de 1909-20 de abril de 1993) fue una atleta estadounidense, especialista en la prueba de 80 m vallas en la que llegó a ser subcampeona olímpica en 1932.

## Carrera deportiva
En los JJ. OO. de Los Ángeles 1932 ganó la medalla de plata en los 80 m vallas, corriéndolos en un tiempo de 11.7 segundos, llegando a meta tras su compatriota Babe Didrikson (oro también con 11.7 s) y por delante de la sudafricana Marjorie Clark (bronce con 11.8 segundos).